# 李謙 (洪武進士)
李謙，山東滋陽縣人，明朝政治人物、進士出身。

## 生平
洪武二十四年（1391年），登辛未科殿試三甲第七名，後事無考。